# Associazione Sportiva Biellese 1979-1980
Questa voce raccoglie le informazioni riguardanti l'Associazione Sportiva Biellese nelle competizioni ufficiali della stagione 1979-1980.

## Rosa
| N. |                   | Ruolo | Calciatore         |
| -- | ----------------- | ----- | ------------------ |
|    | Italia (bandiera) | C     | Luigi Azzi         |
|    | Italia (bandiera) | A     | Giancarlo Bardelli |
|    | Italia (bandiera) | C     | Stefano Bernardi   |
|    | Italia (bandiera) | D     | Ambrogio Borghi    |
|    | Italia (bandiera) | C     | Giancarlo Camolese |
|    | Italia (bandiera) | D     | Stefano Capozucca  |
|    | Italia (bandiera) | P     | Claudio Fasulo     |
|    | Italia (bandiera) | D     | Claudio Felletti   |
|    | Italia (bandiera) | A     | Alessandro Ferrari |
|    | Italia (bandiera) | D     | Enzo Francisetti   |
|    | Italia (bandiera) | D     | Vincenzo Genovese  |
|    | Italia (bandiera) | C     | Salvatore Jacolino |
|    | Italia (bandiera) |       | Merlo              |

| N. |                   | Ruolo | Calciatore        |
| -- | ----------------- | ----- | ----------------- |
|    | Italia (bandiera) | A     | Gianni Mocca      |
|    | Italia (bandiera) | C     | Maurizio Musso    |
|    | Italia (bandiera) | A     | Federico Norbiato |
|    | Italia (bandiera) | D     | Paolo Pagura      |
|    | Italia (bandiera) | C     | Silvano Pellerei  |
|    | Italia (bandiera) | D     | Andrea Pravisani  |
|    | Italia (bandiera) | P     | Iliano Riccarand  |
|    | Italia (bandiera) | D     | Sergio Riccardino |
|    | Italia (bandiera) |       | Rigamonti         |
|    | Italia (bandiera) | D     | Edoardo Rocchi    |
|    | Italia (bandiera) | C     | Fulvio Scaramuzzi |
|    | Italia (bandiera) | A     | Fabio Scienza     |
|    | Italia (bandiera) | C     | Ferdinando Sena   |

## Risultati

### Campionato

#### Girone di andata
| 30 settembre 1979 1ª giornata | Sanremese | 2 – 0 | Biellese |  |

| 7 ottobre 1979 2ª giornata | Biellese | 1 – 4 | Piacenza |  |

| 14 ottobre 1979 3ª giornata | Reggiana | 3 – 0 | Biellese |  |

| 21 ottobre 1979 4ª giornata | Biellese | 0 – 0 | Triestina |  |

| 28 ottobre 1979 5ª giornata | Novara | 1 – 0 | Biellese |  |

| 4 novembre 1979 6ª giornata | Alessandria | 0 – 0 | Biellese |  |

| 11 novembre 1979 7ª giornata | Biellese | 1 – 2 | Forlì |  |

| 18 novembre 1979 8ª giornata | Lecco | 2 – 1 | Biellese |  |

| 25 novembre 1979 9ª giornata | Biellese | 1 – 0 | Pergocrema |  |

| 2 dicembre 1979 10ª giornata | Sant'Angelo | 1 – 0 | Biellese |  |

| 9 dicembre 1979 11ª giornata | Biellese | 2 – 1 | Mantova |  |

| 16 dicembre 1979 12ª giornata | Biellese | 1 – 2 | Casale |  |

| 23 dicembre 1979 13ª giornata | Varese | 3 – 1 | Biellese |  |

| 6 gennaio 1980 14ª giornata | Rimini | 1 – 0 | Biellese |  |

| 13 gennaio 1980 15ª giornata | Biellese | 1 – 1 | Fano |  |

| 20 gennaio 1980 16ª giornata | Cremonese | 2 – 0 | Biellese |  |

| 27 gennaio 1980 17ª giornata | Biellese | 0 – 0 | Treviso |  |

#### Girone di ritorno
| 3 febbraio 1980 18ª giornata | Biellese | 1 – 3 | Sanremese |  |

| 10 febbraio 1980 19ª giornata | Piacenza | 1 – 0 | Biellese |  |

| 17 febbraio 1980 20ª giornata | Biellese | 0 – 1 | Reggiana |  |

| 24 febbraio 1980 21ª giornata | Triestina | 1 – 0 | Biellese |  |

| 2 marzo 1980 22ª giornata | Biellese | 1 – 1 | Novara |  |

| 9 marzo 1980 23ª giornata | Biellese | 1 – 1 | Alessandria |  |

| 16 marzo 1980 24ª giornata | Forlì | 2 – 0 | Biellese |  |

| 23 marzo 1980 25ª giornata | Biellese | 2 – 3 | Lecco |  |

| 30 marzo 1980 26ª giornata | Pergocrema | 0 – 0 | Biellese |  |

| 13 aprile 1980 27ª giornata | Biellese | 0 – 2 | Sant'Angelo |  |

| 20 aprile 1980 28ª giornata | Mantova | 4 – 0 | Biellese |  |

| 27 aprile 1980 29ª giornata | Casale | 1 – 1 | Biellese |  |

| 11 maggio 1980 30ª giornata | Biellese | 0 – 2 | Varese |  |

| 18 maggio 1980 31ª giornata | Biellese | 0 – 2 | Rimini |  |

| 25 maggio 1980 32ª giornata | Fano | 0 – 0 | Biellese |  |

| 1º giugno 1980 33ª giornata | Biellese | 1 – 3 | Cremonese |  |

| 8 giugno 1980 34ª giornata | Treviso | 1 – 1 | Biellese |  |